# Chucho Salinas
José Jesús Salinas Ortega, más conocido como Chucho Salinas (Distrito Federal, 11 de febrero de 1928 - Las Arcinas, municipio de Trancoso, Zacatecas, 8 de noviembre de 2001) fue un actor y comediante mexicano. Salinas inició su carrera artística en la década de 1960, cuando formó parte del Quinteto de los Hermanos Salinas, tocando la batería. Después actuó, hizo radio, temporadas teatrales en bares como "Can Can" y "Las Sillas", y hasta escribió en periódicos del país.
Su último trabajo fue en el programa "Cotorreando la noticia" transmitido por canal 13, compartiendo créditos con Héctor Lechuga.
Salinas y Lechuga hicieron varios programas radiofónicos, como Café de Grillo, que duró varios años al aire en Radio Fórmula.
Por mucho, Salinas se caracterizó por ser uno de los comediantes más audaces en cuanto a hablar de política y "cotorrearla", como él mismo decía. Los guiones de sus programas los escribía Marco Antonio Flota.

## Muerte
Chucho Salinas falleció el 8 de noviembre de 2001 en un accidente automovilístico cuando conducía su coche Volkswagen Golf modelo 1992, en la carretera federal 45 Ciudad Juárez-México, al tomar en sentido contrario un distribuidor vial en la comunidad Valle de las Arcinas, unos cuatro kilómetros al oriente de la cabecera municipal de Trancoso, Zacatecas, y estrellarse de frente contra un Jetta.

## Filmografía
- Cotorreando La Noticia (1988)
- México 2000 (1983)
- Conserje en condominio   (1974)
- Rocambole Contra La Secta Del Escorpión (1967)
- Rocambole Contra Las Mujeres Arpías (1967)
- La Mano Que Aprieta (1966)
- Muchachos impacientes (1966)
- Nacidos para cantar (1965)
- Neutrón Contra Los Asesinos Del Kárate (1964)
- Las Luchadoras Contra La Momia (1964)
- Neutrón Contra El Criminal Sádico (1964)
- Chucherías (1962/1973)